# 梅津諭
梅津 諭（うめづ さとし、男性、1981年（昭和56年）10月15日 - ）は、日本の画家、イラストレーター、美術家。

## 経歴
2000年、愛知県立起工業高等学校（現在の愛知県立一宮起工科高等学校）デザイン科卒業後、名古屋芸術大学美術学部絵画科に進学。在学中に似顔絵描きを経験し、以後の活動に影響を及ぼす。2004年、全国の商業施設へプロの似顔絵描きとして活動開始。同時期に並行してデザイナー、イラストレーター、文化センター講師など様々な職業経験を積む。2011年より国際コンペで受賞するなど、社会的評価が始まる。2014年より、妻とのアートユニット「カテイトエ」として活動。担当は主に線画。2015年、あいちトリエンナーレ関連の講演会を主催。一宮市内では初。2017年以降、ユニット名義が中心となるが、新潟県糸魚川市の糸魚川ジオパーク匠の里創生事業の第1号として根知谷に移住。同年、フランス・パリで開催された国際サロンで受賞。2018年、ハワイ・ホノルルフェスティバル、母校大学で作品展示。2019年、パリのCité internationale des artsにてオープンスタジオ開催。同年より、アラブ首長国連邦内ドバイ首長国にて展示を行う。

## 作品
- ヒッポファミリークラブ（2013年）
- 森ビル都市企画株式会社（2016年）
- 杜の宮市準備委員会　第16回杜の宮市メインビジュアル「あふれ出す心の家族」（2016年）[3]
- カラクリBOOKS「起宿の磯足さま　イラスト」（2017年）[4]
- 安城市「岡田菊次郎物語　イラスト」（2017年）
- 糸魚川市「駅北復興シンポジウム　メインビジュアル」（2017年）[5]
- Salon des beaux arts 2017「EN」（2017年）[6]
- 大阪市「生野区将来ビジョン2018–2021　We are family」（2018年）[7]
- 糸魚川信用組合「通帳イラスト」（2018年）[7]

## 受賞
- International Society of Caricature Artists mini convention in OSAKA　the MOST FANNY 第2位（2011年、大阪府立大学）[8]
- International Society of Caricature Artists mini convention in NAGOYA　作品部門第2位・総合第9位（2014年、セントレア）
- Salon des beaux arts 2017　審査員賞（2017年、Carrousel du Louvre）[6]

## メディア
- まちイチ〜千里の道も一歩から〜（2012年、CBCテレビ）
- 東海の肖像「のこぎり屋根は生きている～産業遺産の過去・現在・未来～」（2014年、キャッチネットワーク）
- 絵で糸魚川元気に 一宮の夫婦画家移住（2017年5月、読売新聞）[7]
- 絵描いて大火被災地 元気に（2017年8月、朝日新聞）[9]
- イキイキ地域 新潟県糸魚川市根知地区（2017年10月、日経ＭＪ）[7]
- 糸魚川のイラストレーター夫妻、パリの展覧会で受賞（2017年12月、毎日新聞）[10]
- スーパーJにいがた　ドキュメンタリー「つながり、描いて～絵描き夫婦の糸魚川移住～」（2018年2月、UX新潟テレビ２１）
- 移住夫妻 懸け橋（2018年5月、中日新聞）[7]
- 故郷の人の輪 芸術の都へ（2018年10月、新潟日報） [7]